# Високе (Сумський район)
Висо́ке — село в Україні,у Краснопільській селищній громаді Сумського району Сумської області. Населення становить 28 осіб. 

## Географія
Село Високе розташоване поруч однієї із витоків річки Сироватка. До села примикає невеличкий ліс — Великий (дуб).
Поруч пролягає залізниця, найближча станція Пушкарне за 2 км, за 1 км — колишнє село Просіки.
Село межує з Росією, на російському боці примикають села Високе та Підвисоке Бєлгородської області.

## Історія
- Село постраждало внаслідок геноциду українського народу, проведеного урядом СССР 1923–1933 та 1946–1947 роках.
- 12 червня 2020 року, відповідно до розпорядження Кабінету Міністрів України № 723-р «Про визначення адміністративних центрів та затвердження територій територіальних громад Сумської області», село увійшло до складу Краснопільської селищної громади[1].
- 19 липня 2020 року, в результаті адміністративно-територіальної реформи та ліквідації Краснопільського району, увійшло до складу новоутвореного Сумського району[2].
- 14 серпня 2024 року оперативне командування “Північ” повідомило, що російський агресор обстріляв Сумську область. В селі зафіксовано 1 вибух, ймовірно КАБ[3].